# Tarentola gomerensis
El perenquén, pracán o salamanquesa de la Gomera (Tarentola gomerensis) es una especie de lagarto de la familia de los Phyllodactylidae. Es una especie endémica de la Gomera, una de las islas Canarias. Se encuentra por toda la isla, exceptuando las áreas ocupadas por la laurisilva. Es común bajo piedras en el fondo de barrancos, en lomas y riscos. También frecuenta las construcciones humanas y los cultivos. Se trata de una especie abundante.
Se trata de una salamanquesa de tamaño medio, midiendo los machos unos 72 mm y las hembras unos 62 mm, caracterizado por su dorso gris oscuro, con seis bandas transversales oscuras poco marcadas en el dorso y manchas blancas sobre los bultos de su piel. Posee un número relativamente elevado de escamas labiales y de laminillas subdigitales. Ojos de color gris plateado, cobrizo o anaranjado. 
En general se alimenta de artrópodos, especialmente insectos. Realiza hasta seis puestas de un huevo, que entierran en la arena, entre mayo y agosto. El sexo del embrión es determinado por la temperatura de incubación.
Su principal depredador es el cuervo, aunque también es afectado por algunos parásitos. Normalmente es activo de noche, aunque también se lo puede ver en días soleados.